# 慶雲館

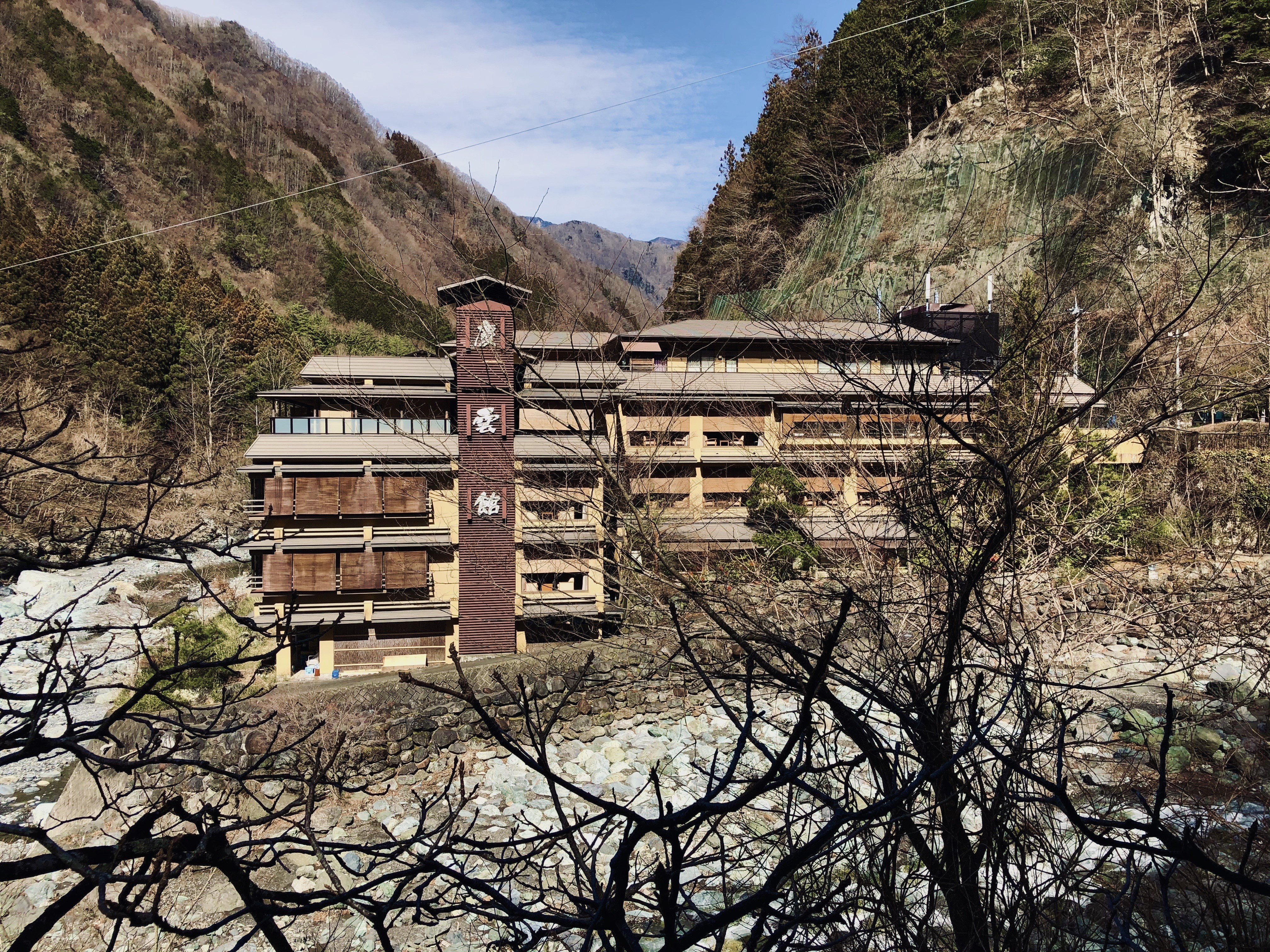

慶雲館（日语：／ Keiunkan）是位於日本山梨縣南巨摩郡早川町西山溫泉的一座旅館。這座旅館被吉尼斯世界紀錄承認是世界歷史最古老的住宿設施。因興建於慶雲年間（704～708年），得名「慶雲館」。武田信玄和德川家康也曾利用過這裡。

## 外部連結
- 甲州西山温泉 慶雲館 （页面存档备份，存于）